# André Le Moal
Pour les personnes ayant le même patronyme, voir Le Moal.
Le jeune résistant André Le Moal est né le 27 novembre 1923 à Saint-Nazaire et est mort le 22 octobre 1941 à Nantes, fusillé, avec quinze autres personnes, au champ de tir du Bêle, dans le cadre des représailles après la mort de Karl Hotz.

## Biographie
Fils d'un cheminot et d'une garde-barrière, André Le Moal travaille comme chaudronnier à Saint-Nazaire.
Il est arrêté le 7 juillet 1941. Le motif de son arrestation n'est pas clairement établi. Il est soupçonné d'avoir participé à une rixe avec des soldats allemands (dans la liste des fusillés publiée le 23 octobre, c'est le motif retenu en ce qui le concerne : « Violences envers des soldats allemands », ainsi que pour Maurice Allano). 
Son appartenance au Parti communiste n'est pas directement établie. Par contre, c'est le cas pour son père, sa mère et son unique frère. En outre, lors d'une perquisition de la maison familiale, des numéros de L'Humanité ont été découverts dans sa chambre par les Allemands.
Bien moins connu que Guy Môquet, il est le second plus jeune des otages exécutés.
Le 22 octobre, il est inhumé avec cinq autres otages dans le cimetière de Haute-Goulaine, au sud-est de Nantes, puis au carré militaire du cimetière de la Chauvinière,.

## Galerie

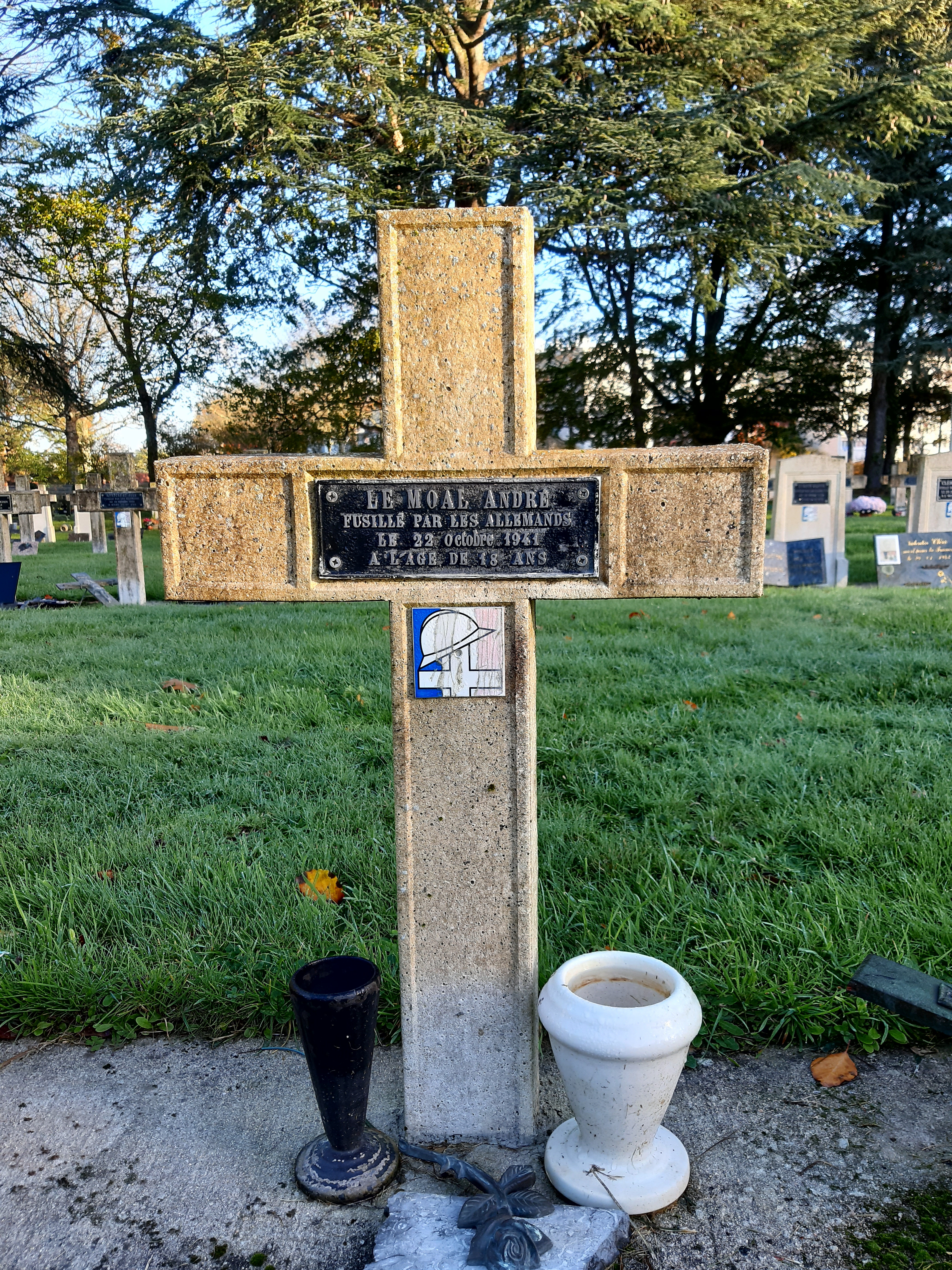
Tombe d'André Le Moal au cimetière La Chauvinière à Nantes
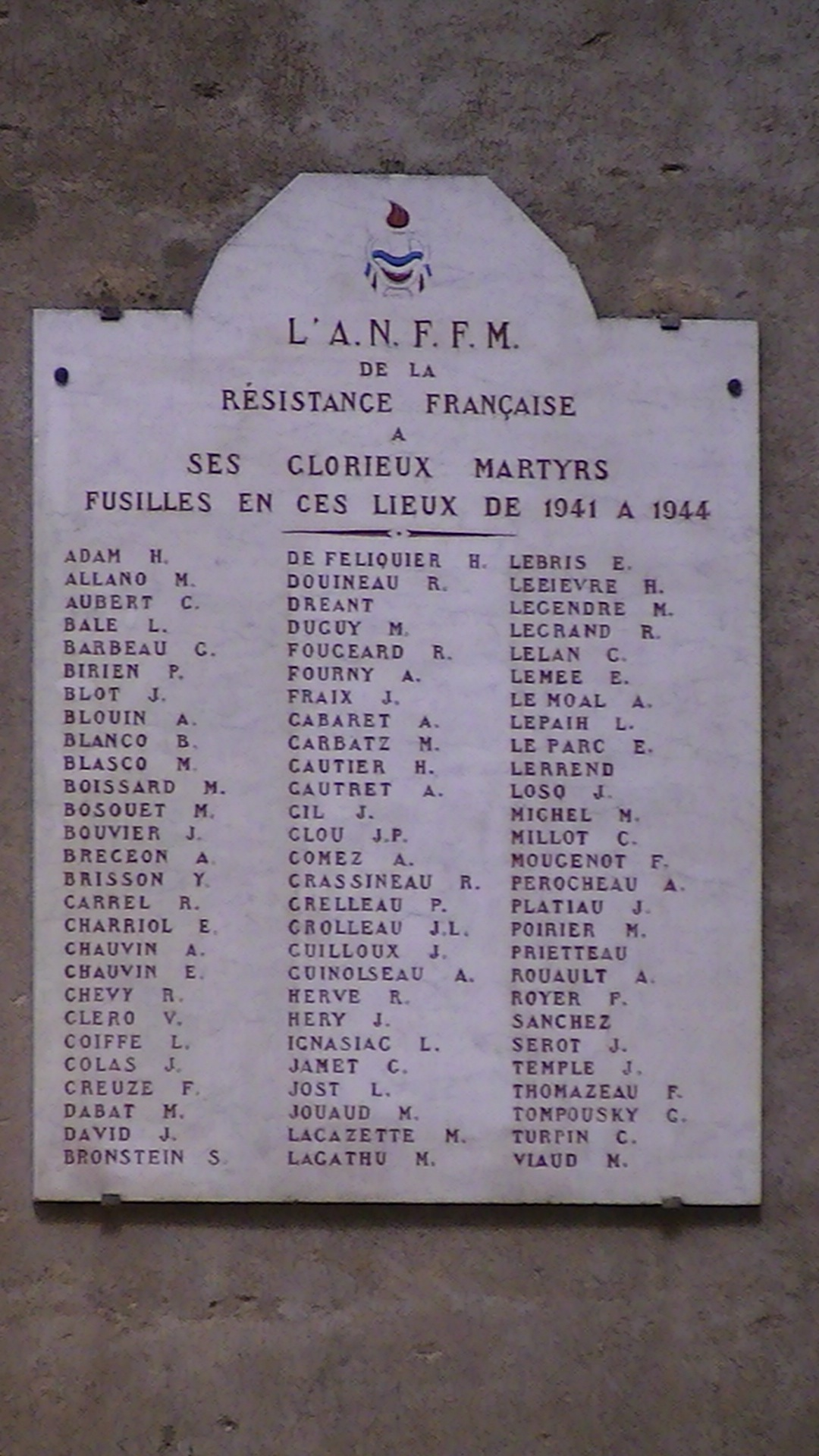
Nom d'André La Moal figurant sur la plaque commémorative du monument des fusillés